# 애조로
애조로(涯朝路)는 제주특별자치도 제주시 애월읍에서 조천읍까지 이어주는 제주특별자치도의 도로이자 지방도로, 총 연장은 26.3 km이다. 제주도 일주도로인 지방도 제1132호선의 도심권 구간을 우회하는 구국도 대체우회도로로서, 1999년 애월~노형 구간이 처음 착공한 이래 2024년 전 구간이 완전 개통되었다.

## 유래
제주시 애월읍과 조천읍을 연결하는 우회도로인 점을 감안해 애조로로 명명하였음.

## 노선
| 이름          | 접속 노선                      | 소재지 | 소재지   | 비고 |  |
| ------------- | ------------------------------ | ------ | -------- | ---- |  |
| 구엄교차로    | 지방도 제1132호선 ((일주서로)  | 제주시 | 애월읍   |      |  |
| 수산교차로    | 하소로                         | 제주시 | 애월읍   |      |  |
| 서부경찰서앞  |                                | 제주시 | 애월읍   |      |  |
| 상귀교차로    | 항몽로                         | 제주시 | 애월읍   |      |  |
| 하귀1리교차로 | 하광로                         | 제주시 | 애월읍   |      |  |
| 광령1리교차로 | 우광로                         | 제주시 | 애월읍   |      |  |
| 해안교차로    | 지방도 제1136호선 (노형로)     | 제주시 | 해안동   |      |  |
| 노형교차로    | 지방도 제1139호선 (1100로)     | 제주시 | 노형동   |      |  |
| 연동교차로    | 종천길                         | 제주시 | 연동     |      |  |
| 오라교차로    | 오남로                         | 제주시 | 오라이동 |      |  |
| 달무교차로    | 지방도제1131호선 (중앙로)      | 제주시 | 아라동   |      |  |
| 동샘교차로    | 첨단로                         | 제주시 | 영평동   |      |  |
| 월평교차로    | 월평8길                        | 제주시 | 월평동   |      |  |
| 용강교차로    | 용강6길                        | 제주시 | 용강동   |      |  |
| 회천교차로    | 애조로(번영로 간접 교차)       | 제주시 | 봉개동   |      |  |
| 서회천교차로  | 지방도 제1136호선 (중산간동로) | 제주시 | 회천동   |      |  |
| 도련교차로    | 생목수원로                     | 제주시 | 도련동   |      |  |
| 신촌교차로    | 지방도 제1132호선 (일주동로)   | 제주시 | 조천읍   |      |  |

## 노선 정보
- 총 연장: 26.3 km
- 기점: 제주특별자치도 제주시 애월읍 구엄리 (일주서로와 교차)
- 종점: 제주특별자치도 제주시 조천읍 신촌리 (일주동로와 교차)

## 지리

### 통과하는 지자체
- 제주시
  - 애월읍 - 해안동 - 노형동 - 연동 - 오라동 - 오등동 - 아라일동 - 아라이동 - 영평동 - 용강동 - 봉개동 - 조천읍

### 노선 및 경유지
| 지점           | 접속 도로                        | 거리 (km) | 행정 구역 | 행정 구역 | 비고 |
| -------------- | -------------------------------- | --------- | --------- | --------- | ---- |
| 구엄교차로     | 지방도 제1132호선 (일주서로)     | 0.0       | 제주시    | 애월읍    |      |
| 수산교차로     | 하소로                           | 1.1       | 제주시    | 애월읍    |      |
| 제주서부경찰서 |                                  | 2.2       | 제주시    | 애월읍    |      |
| 상귀교차로     | 항몽로                           | 2.4       | 제주시    | 애월읍    |      |
| 하귀1리교차로  | 하광로                           | 3.3       | 제주시    | 애월읍    |      |
| 광령1리교차로  | 우광로                           | 4.8       | 제주시    | 애월읍    |      |
| 해안교차로     | 지방도 제1136호선 (노형로)       | 7.0       | 제주시    | 해안동    |      |
| 큰내도교차로   | 방일4길 미리내길                 | 8.9       | 제주시    | 노형동    |      |
| 노형교차로     | 지방도 제1139호선 (1100로)       | 9.7       | 제주시    | 노형동    |      |
| 연동교차로     | 종천길                           | 11.1      | 제주시    | 연동      |      |
| 오라교차로     | 오남로 오라남로                  | 12.3      | 제주시    | 오라이동  |      |
| 거북새미교차로 | 거북새미길                       | 13.1      | 제주시    | 오등동    |      |
| 죽성교차로     | 아란서길 죽성동길                | 15.0      | 제주시    | 오등동    |      |
| 달무교차로     | 지방도 제1131호선 (중앙로)       | 15.8      | 제주시    | 아라일동  |      |
| 동샘교차로     | 첨단로                           | 17.8      | 제주시    | 영평동    |      |
| 월평교차로     | 지방도 제1136호선 (아봉로)       | 18.8      | 제주시    | 월평동    |      |
| 용강교차로     | 용강6길                          | 19.7      | 제주시    | 용강동    |      |
| 회천교차로     | 국가지원지방도 제97호선 (번영로) | 21.9      | 제주시    | 봉개동    |      |
| 서회천교차로   | 지방도 제1136호선 (중산간동로)   | 22.6      | 제주시    | 회천동    |      |
| 도련교차로     | 생목수원로                       | 23.9      | 제주시    | 회천동    |      |
| 신촌교차로     | 지방도 제1132호선 (일주동로)     | 25.6      | 제주시    | 조천읍    |      |